# Vulcanii Noroioși de la Pâclele Mici
Vulcanii Noroioși de la Pâclele Mici este o arie protejată de interes național ce corespunde categoriei a IV-a IUCN (rezervație naturală, tip botanic și geologic) aflată pe raza  comunei Berca din județul Buzău.
Pâclele Mici se află în zona centrală a depresiunii Berca la o altitudine de 341 m și au o suprafață de 16,5 ha. Caracteristica principală a acestor vulcani este dată de înălțimea diferită a conurilor, ajungând la 7-8m dar craterele au dimensiuni mai mici purtând denumirea de Pâclele Mici. În timpul precipitațiilor abundente, erupția vulcanilor de aici crește și face să pornească spre avale torenți de noroi, alunecând în special spre partea sudică, unde au luat naștere „badlandsurile”.

## Imagini din zonă

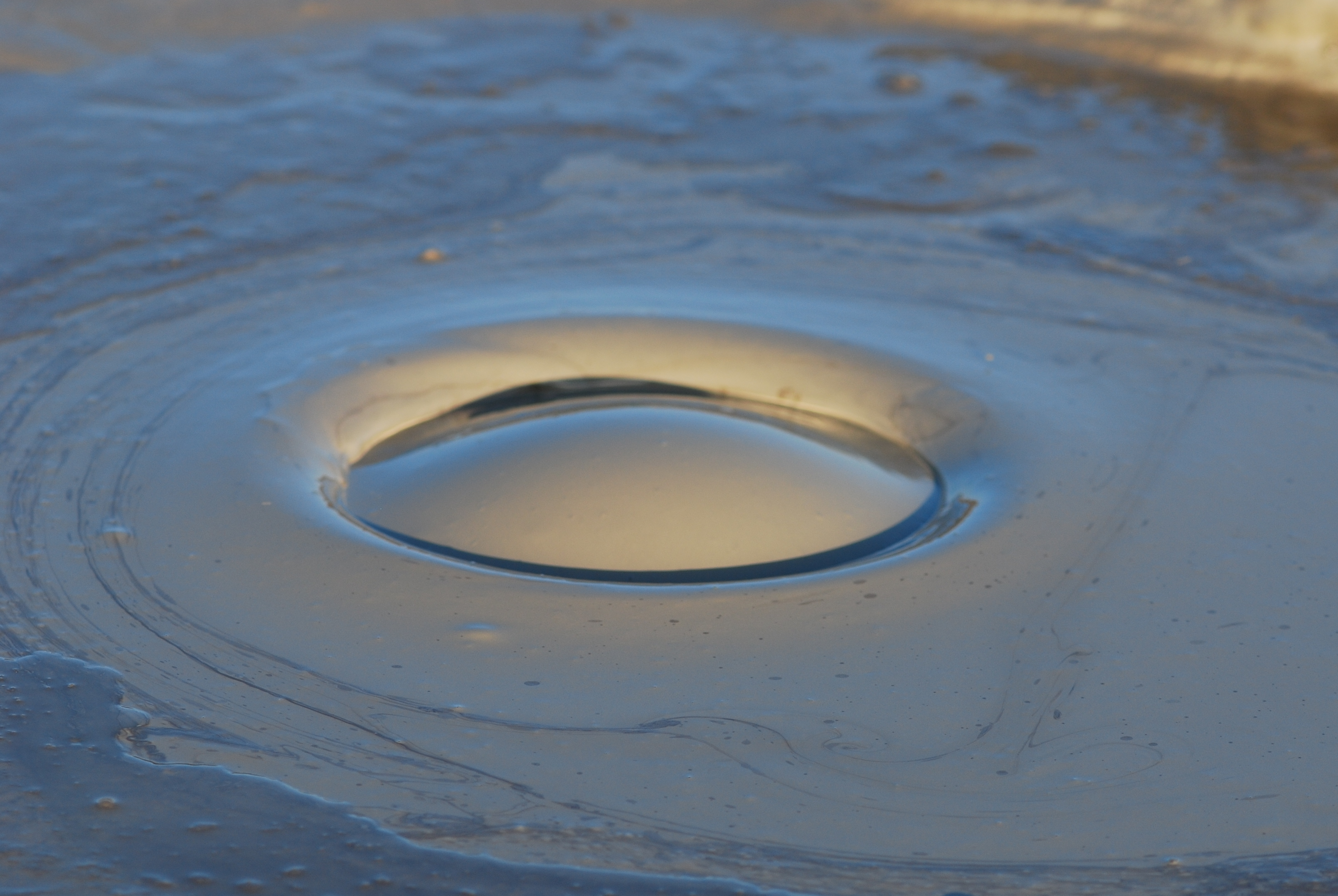
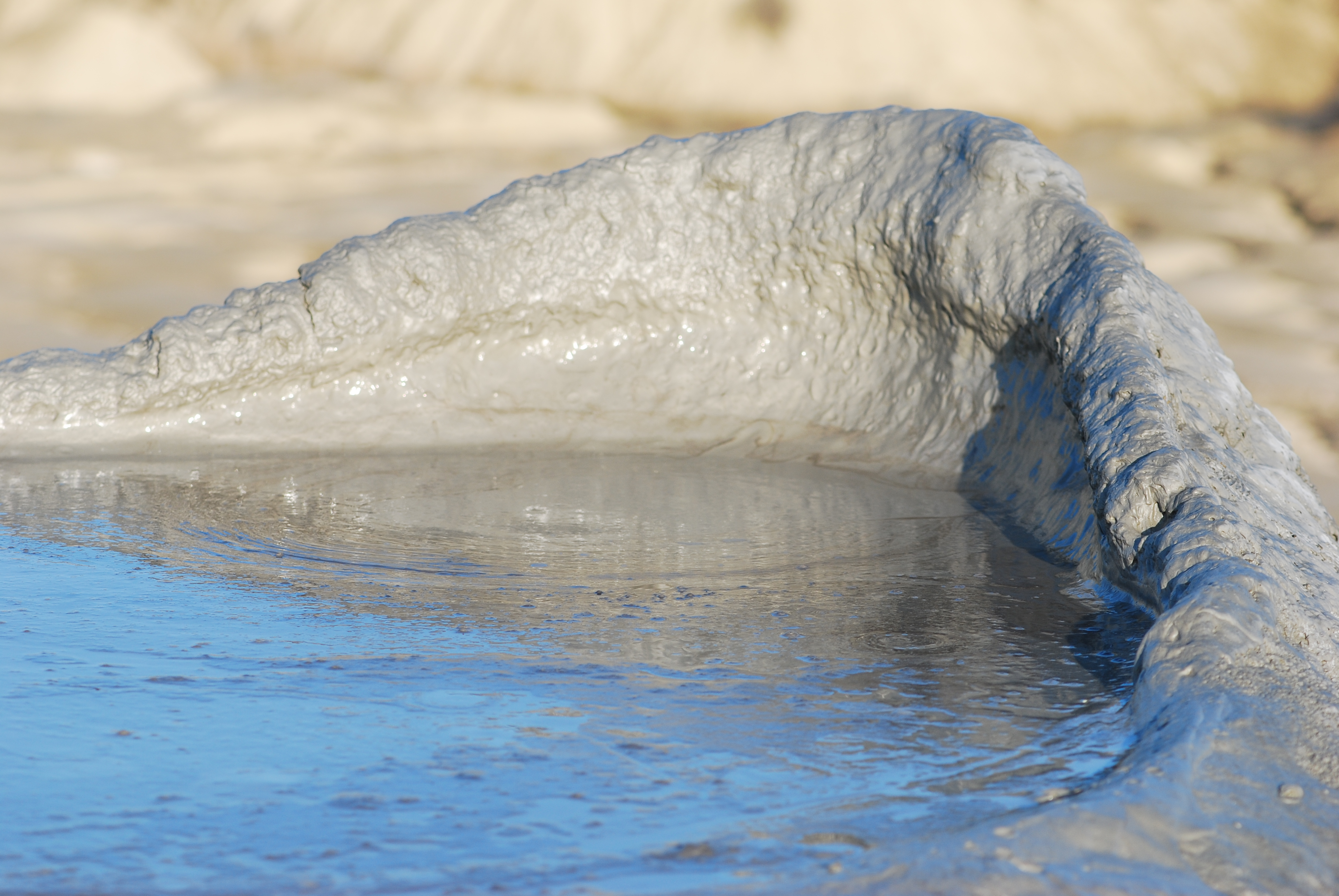
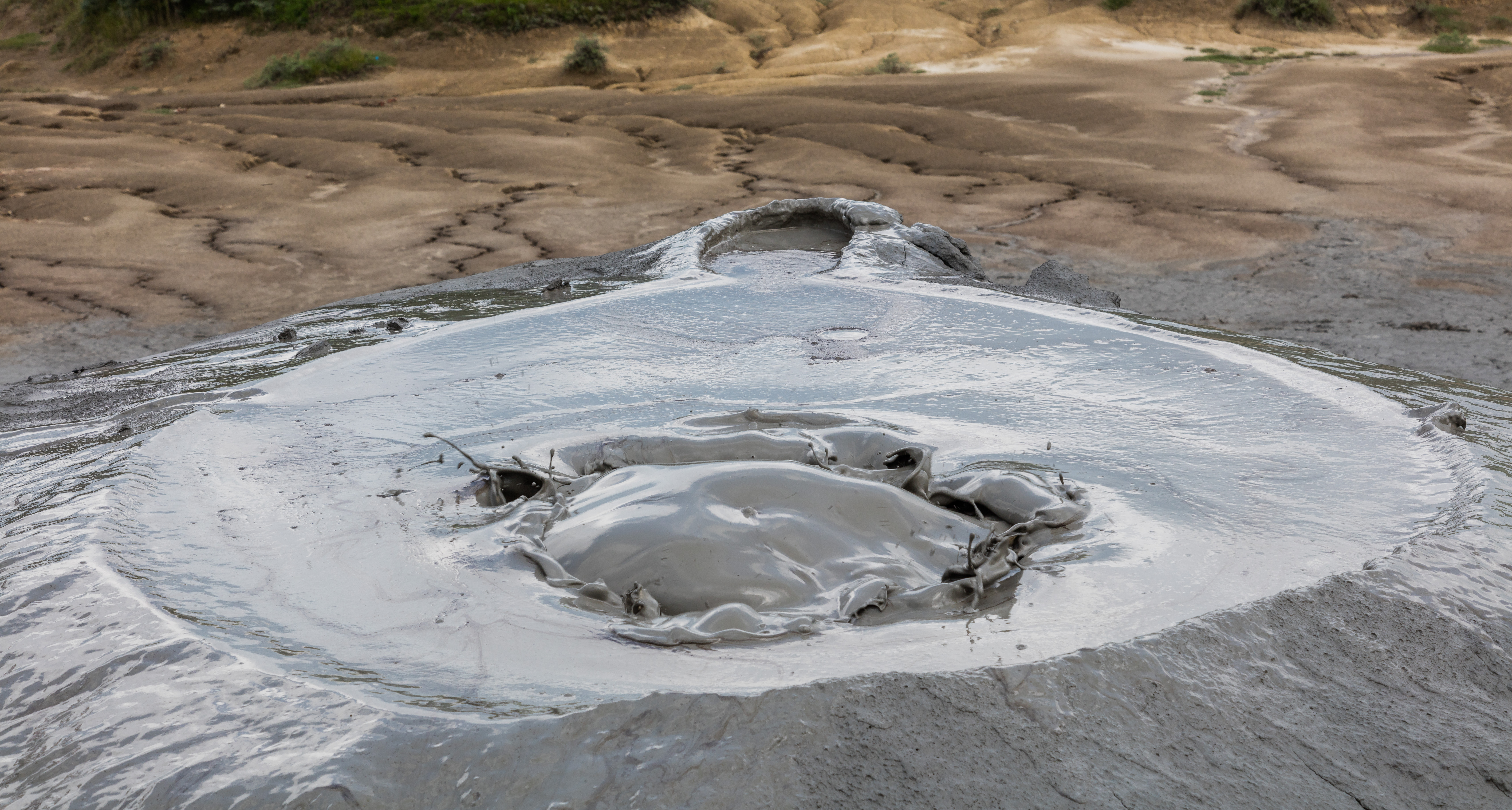
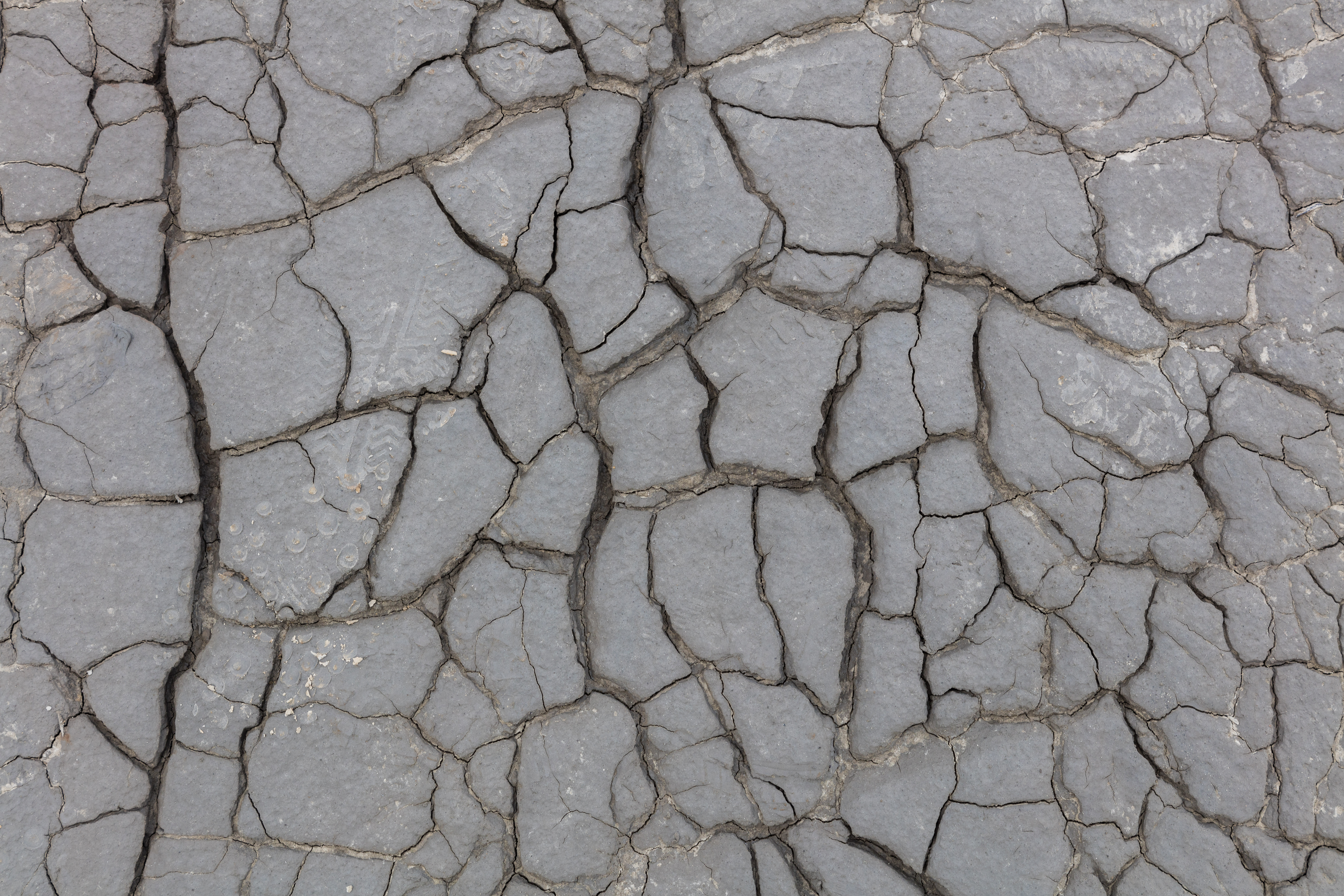
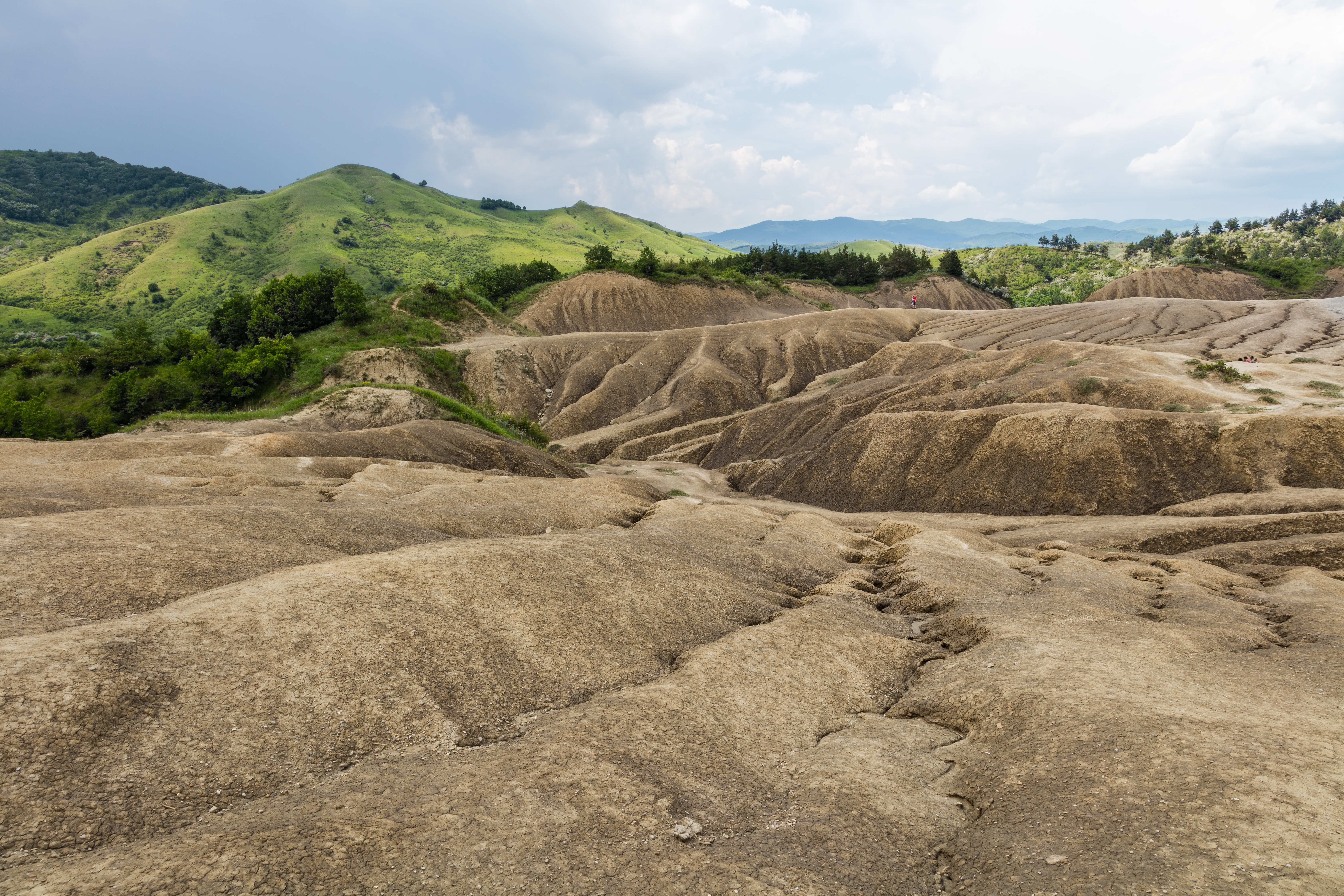
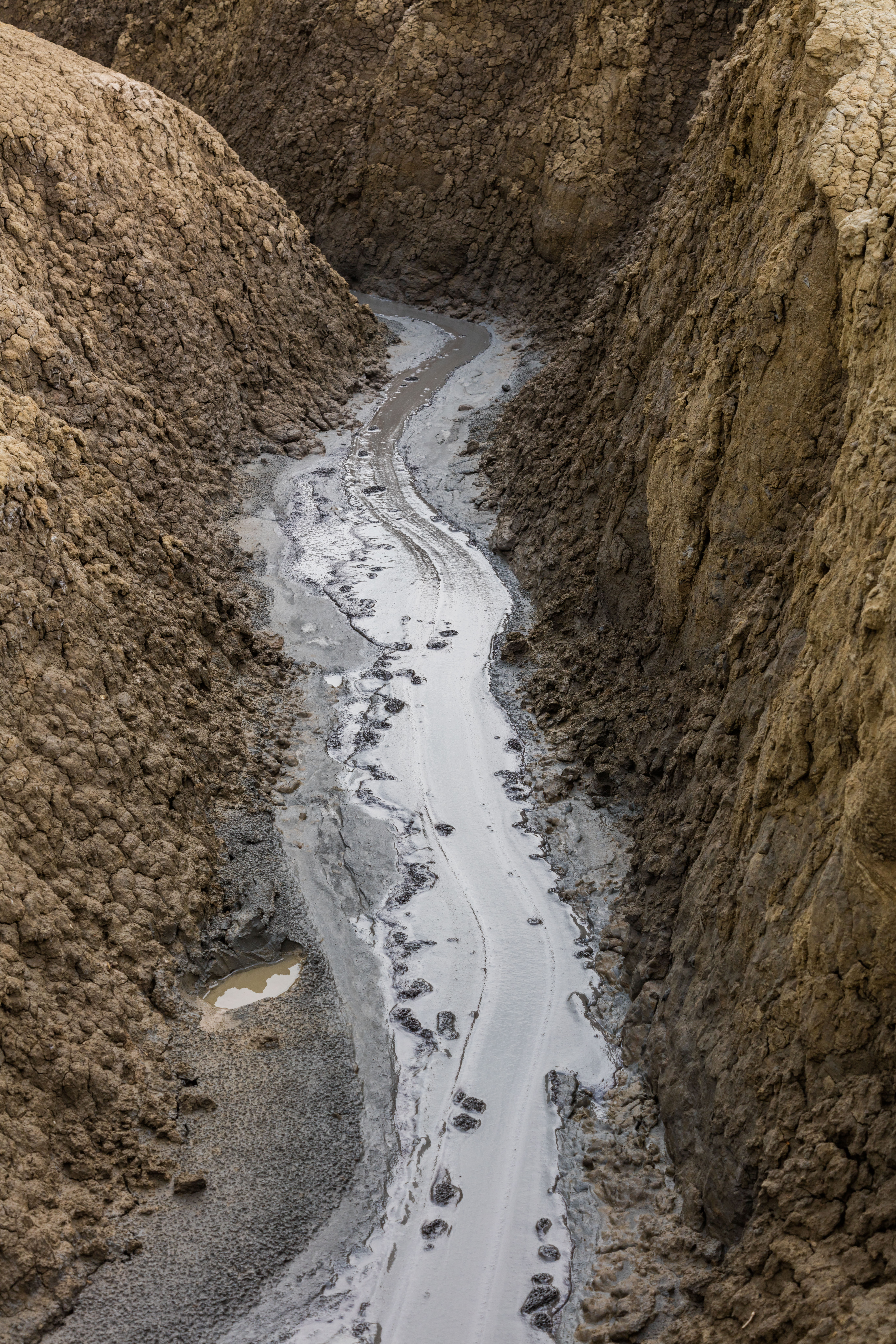
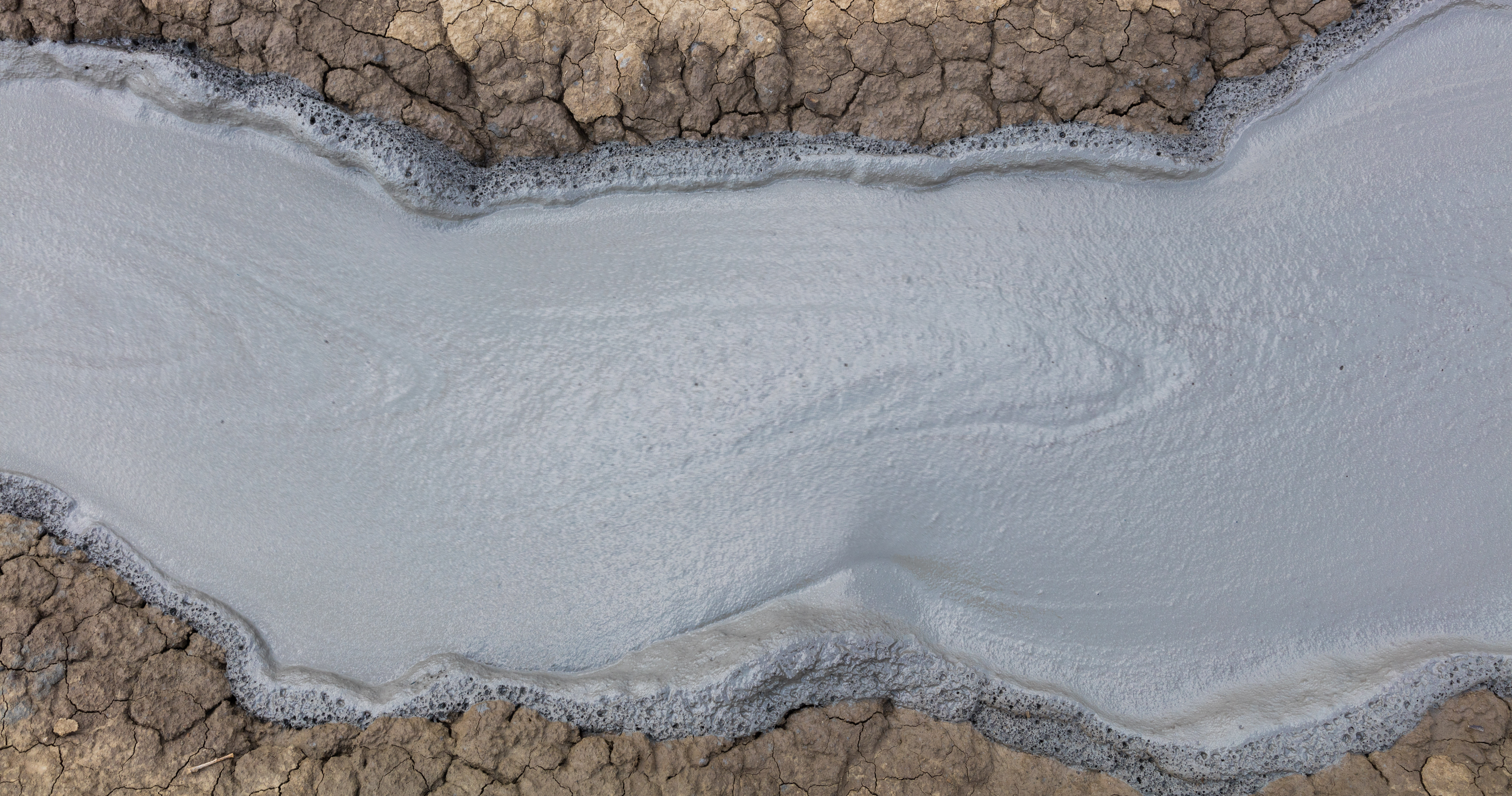
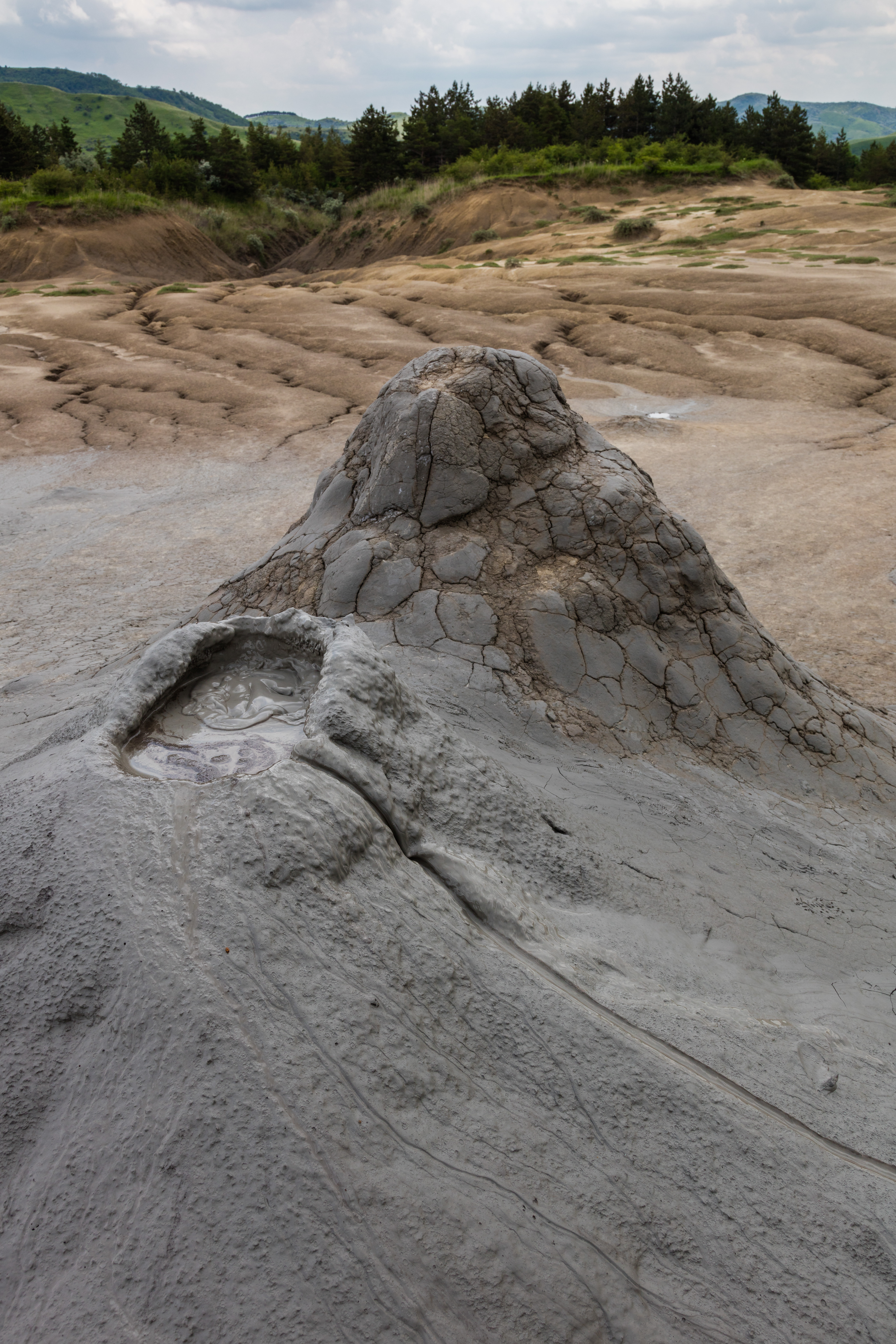
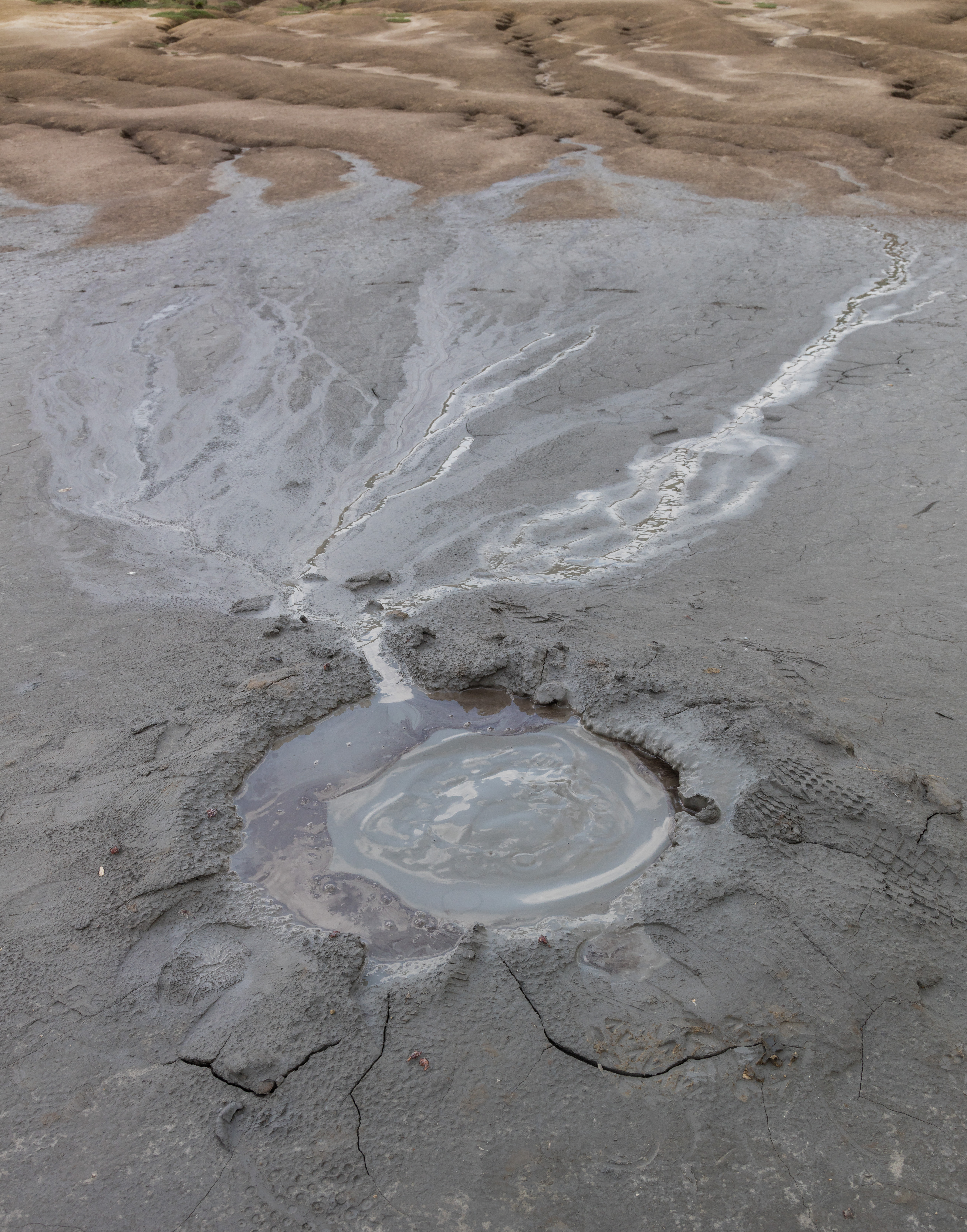
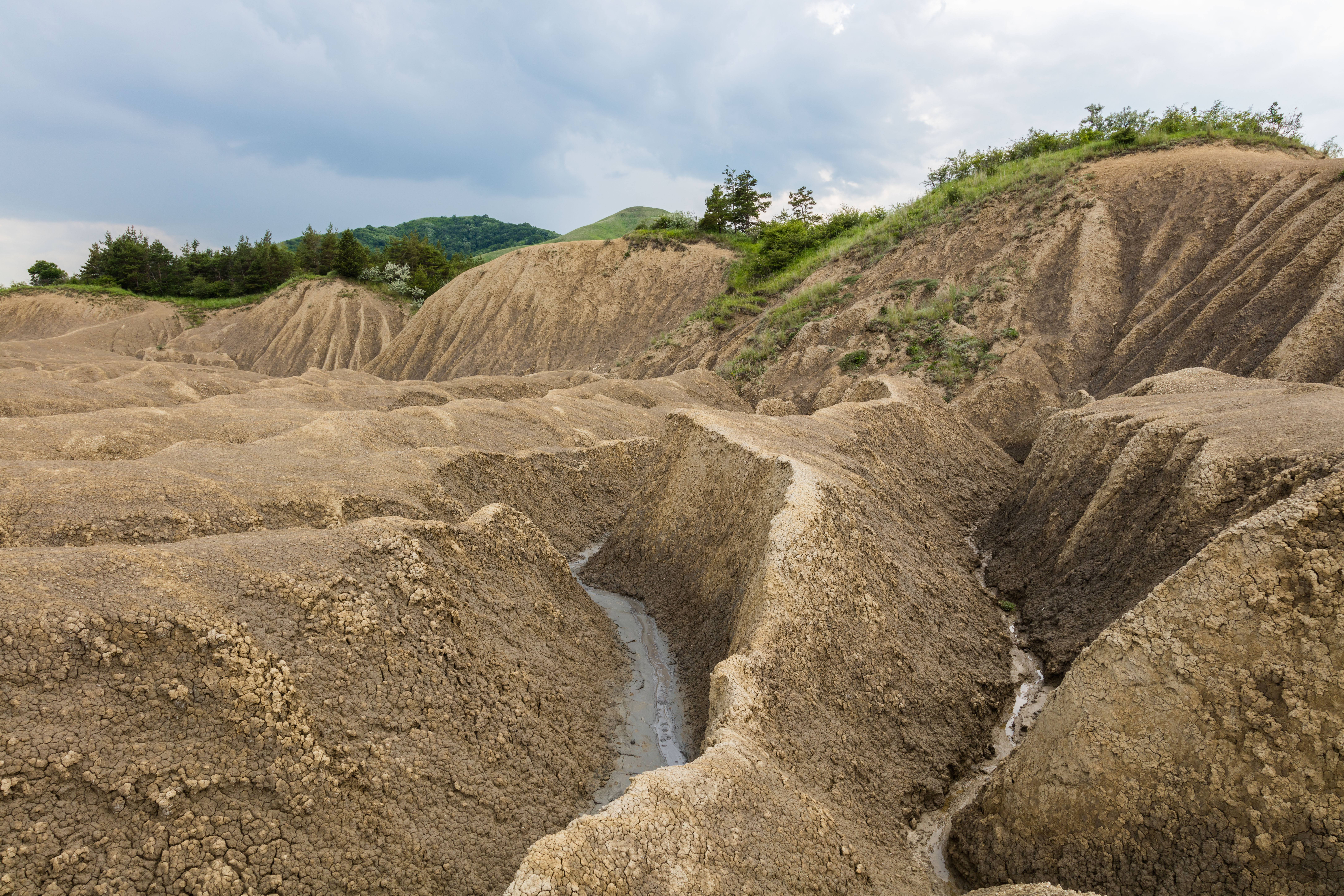

## Flora
În preajma vulcanilor noroioși, solul este sulfuros și sărăturos, nepropice vegetației obișnuite. Totuși, anumite specii de plante special adaptate, cum ar fi Nitraria schoberi( gărdurarița) un arbust cu înălțimi de 1-2 m și Obione verrucifera găsesc aici un mediu de viață propice. Tot în această zonă predomină colilia, pirul stepic și iarba de sadina, alături deplante cu flori atrăgătoare ca rățușca de primăvară și saschiul. În apropiere, pe crestele dealurilor, întâlnim pâlcuri de pădure cu stejar pufos, cu subarboret format din: scumpie, cărpiniță, liliac și mojdrean.